# Franck Tabanou
Franck Tabanou (Thiais, Francia, 30 de enero de 1989) es un futbolista francés que juega como defensa. Fue internacional con la selección francesa en categorías sub-20 y sub-21. Compitió con la selección sub-20 en los Juegos del Mediterráneo 2009.

## Trayectoria

### Inicios de su carrera
Tabanou comenzó su carrera futbolística en el AS Choisy-le-Roi, un club situado en los suburbios de París. Después de crecer en el área metropolitana de París, apoyó a París Saint-Germain durante su infancia. Después de cuatro años en el club, en junio de 2002, firmó con clubes profesionales de Le Havre. Durante su estancia en la academia juvenil del club, Tabanou fue supervisado por los entrenadores del club Thierry Uvenard y Bruder Luc. Después de tres años en el club, partió y regresó a París y allí se incorporó al Centro de Formación de París, un club juvenil deportivo diseñado para atender sólo a los futbolistas menores de 19. El centro de producción de la talla de Jérémy Ménez, Dylan Duventru y Sony Mustivar, entre muchos otros. Tabanou pasó un año en la instalación antes de la firma de un aspirante (los jóvenes) contrató con Toulouse.

### Toulouse
A su llegada al club, Tabanou se insertó en sub-18 del equipo del club para la temporada 2006-07 y tuvo una campaña exitosa. A mitad de la temporada, fue llamado al club Championnat de France Amateur equipo de la cuarta división. Tabanou apareció en cinco partidos con el equipo. Antes de la Championnat de France 2007-2008, fue promovido al equipo de la reserva en forma permanente y apareció en 20 partidos. El equipo finalizó en los puestos de descenso en su grupo y fueron posteriormente relegado al Championnat de France Amateur 2.
En la temporada siguiente, Tabanou comenzó a entrenar con el primer equipo en el Administrador de Alain Casanova. Él apareció en varios partidos de pretemporada, pero sufrió críticas por algunas de sus actuaciones como la pretemporada avanzaba. Tabanou, él mismo, admitió que la crítica se justificaba diciendo que confiaba demasiado en sus habilidades técnicas.Antes del inicio de la temporada, fue degradado de nuevo al equipo de la reserva. En enero de 2009, Tabanou fue llamado de nuevo a la selección absoluta de Casanova, quien quedó impresionado por el rendimiento del jugador con el equipo de reserva. Después de aparecer en el banquillo en varios partidos, hizo su debut profesional el 2 de mayo de 2009 en un partido de liga contra Olympique de Marsella. Tabanou salió como suplente en el partido, que terminó 2-2. Dos días más tarde, firmó su primer contrato profesional después de firmar un contrato de un año con el club. Tabanou, posteriormente, se presentó en los últimos cuatro partidos de la temporada. Uno de esos partidos, incluyendo su primer partido profesional contra A. S. Saint-Étienne.
Tabanou fue promovido oficialmente al primer equipo de la temporada 2009-10 y le asignan el número 27. Él apareció como sustituto en los dos primeros partidos de la temporada y, a mediados de septiembre, asumió permanentemente el cargo de titular en el lado izquierdo del centro del campo. En enero de 2010, su contrato expiraba en junio, pero el Toulouse F. C. había firmado una extensión del contrato de tres años. El 16 de enero fue recompensado con la decisión de que el club que lo extendiera el contrato al anotar un doblete en la victoria por 3-1 sobre el Valenciennes. El 10 de abril, repitió esta hazaña por red otros dos goles en casa en la victoria por 4-0 sobre Grenoble. Tabanou terminado la campaña individual con éxito 42 apariciones totales y cuatro goles.
Debido a las lesiones de lateral izquierdo titular Cheikh M'Bengue, Casanova decidió que el sea el encargado de cumplir con la tarea de suplirlo durante la temporada 2010-11. Tabanou comenzó en esa posición en la mayor parte de la campaña de otoño y asistió en sus dos primeros goles de su carrera en la victoria por 2-0 sobre el AS Nancy y una derrota por 3-1 en Rennes el 3 de octubre de 2010. Tabanou finalizó la temporada con unos números calcados a los de la temporada anterior, jugó 35 partidos en los que convirtió 4 goles.
Las siguientes temporadas fue titular indiscutible en el extremo izquierdo, aunque también jugó partidos sueltos como lateral.

### A. S. Saint-Étienne
El 29 de julio de 2013, se confirma su fichajes al A. S. Saint-Étienne, firmó un contrato de 4 temporadas y luciría el dorsal número 5, llegando para intentar hacer olvidar a todo un ídolo como fue Pierre Emerick Aubameyang. Su rendimiento no fue satisfactorio durante su primera temporada (34 partidos, 3 goles) y la temporada siguiente, con la baja de Benoît Trémoulinas, Galtier experimentó con él como lateral, siendo una de las revelaciones y pieza clave del buen hacer del equipo verde (sin ir más lejos, formó parte del XI ideal de la temporada 14/15 de este medio). 

### Swansea City
Cinco millones de euros lo enviaron a Gales, a jugar con el Swansea City de la Premier League en 2015. No pudo imponerse a Neil Taylor, y tan solo dispuso de minutos en la Carling Cup y en la FA Cup, sin llegar a debutar en Liga. 

#### A. S. Saint-Éttiene
En el mercado de fichajes de invierno, en enero de 2016, se confirmó su regreso en forma de cesión al A. S. Saint-Étienne hasta final de temporada. Volvió a ser importante durante su segunda época en ASSE, aunque no consiguió ser titular indiscutible.

#### Granada C. F.
Regresó al Swansea tras su periodo de cesión, aunque durante el último día del mercado de fichajes de verano, fue cedido por una temporada al Granada C. F., comenzando así su primera etapa en España

## Selección nacional
Tabanou ha representado a  Francia internacionalmente en el equipo de fútbol nacional sub-20 y sub-21. Él recibió su primera convocatoria con la selección sub-20 en junio de 2009 para participar en los Juegos del Mediterráneo de 2009 en Italia. Tabanou apareció en tres de los cuatro partidos disputados el equipo y marcó un gol en la derrota por 2-1 ante  España en los octavos de final. Francia finalmente terminó la competición en cuarto lugar después de perder 8-7 en los penales ante  Libia en el partido por el tercer lugar.
Debido a su forma positiva con Toulouse en la temporada 2009-10, Tabanou fue convocado por el entrenador Erick Mombaerts para jugar con la selección sub-21. Hizo su debut con el equipo el 9 de octubre de 2009 en un Campeonato de Europa Sub-21, Campeonato de Fútbol de calificación, debutó en el partido contra  Malta. Tabanou ofrecido pesadamente en el equipo por el resto de la fase de clasificación como Francia no pudo ganar un puesto en el Europea 2011 UEFA sub-21 de fútbol, torneo sancionado por la UEFA.

## Clubes
(Actualizada al término de la temporada 2018-19)
| Club                  | País    | Año       | Partidos | Goles |
| --------------------- | ------- | --------- | -------- | ----- |
| Toulouse F. C.        | Francia | 2008-2013 | 153      | 16    |
| A. S. Saint-Étienne   | Francia | 2013-2015 | 82       | 6     |
| Swansea City A. F. C. | Gales   | 2015-2016 | 3        | 0     |
| A. S. Saint-Étienne   | Francia | 2016      | 14       | 0     |
| Granada C. F.         | España  | 2016-2017 | 7        | 0     |
| E. A. Guingamp        | Francia | 2017-2019 | 19       | 0     |